# Maud (Oklahoma)
Maud is een plaats (city) in de Amerikaanse staat Oklahoma, en valt bestuurlijk gezien onder Pottawatomie County en Seminole County.

## Demografie
Bij de volkstelling in 2000 werd het aantal inwoners vastgesteld op 1136.
In 2006 is het aantal inwoners door het United States Census Bureau geschat op 1155, een stijging van 19 (1,7%).

## Geografie
Volgens het United States Census Bureau beslaat de plaats een oppervlakte van
2,5 km², geheel bestaande uit land. Maud ligt op ongeveer 295 m boven zeeniveau.

## Plaatsen in de nabije omgeving
De onderstaande figuur toont nabijgelegen plaatsen in een straal van 20 km rond Maud.